# 詹姆士·鮑依
詹姆士·鮑依（英語：James Bowie，/ˈbuːiː/或/ˈboʊ.i/;，約1796年—1836年3月6日），暱稱吉姆·鮑依（Jim Bowie，又譯吉姆·鮑威），生於美國肯塔基州洛根縣，19世紀的美國探險家，曾參與德克薩斯革命，在阿拉摩之戰中過世。他被視為美國的民族英雄，在德克薩斯州歷史中極被重視。